# وضعیت اقامت معمولی
وضعیت اقامت معمولی (انگلیسی: Ordinarily resident status) مفهومی در قانون انگلستان است که با حق برخورداری از سرویس سلامت ملی مرتبط است. اما مفهوم وضعیت اقامت معمولی عطف به لغو مالیات در سال مالی ۲۰۱۳ و ۲۰۱۴ است.

## مفاهیم مرتبط
مرخصی نامحدود برای برخورداری از حق اقامت مفهومی است در قانون اداره مهاجرت. فردی که یک شهروند امروز انگلستان است، لزوماً یک مقیم معمولی در انگلستان نیست.

## راهنمایی
راهنمای رسمی برای سرویس سلامت همگانی صادر می‌شود.

فردی که در انگلستان اقامت دارد یک مقیم معمولی است (گذشته از این که به‌طور موقت یا برخی اوقات غیبت داشته باشد)
و اقامت وی در انگلستان مجرد از اینکه کوتاه یا طولانی مدت باشد داوطلبانه و به‌طور معمول به عنوان روال زندگی روزمره‌اش برای استقرار می‌باشد.
راهنمای اجرای هزینه‌های درمانی برای بازدید کنندگان خارج از کشور در سال ۲۰۱۵ قریب به ۱۳۱ صفحه دارد با ۱۲ صفحه ضمائم که راه حل‌های قانونی شهروندی در انگلستان را توضیح می‌دهد.
این هدف در راستای کمک به سازمان‌های سلامت همگانی است که از این طریق بتوانند به انجام مسئولیت پرداخته و هزینه‌های سرویس سلامت همگانی مربوط به بازدید کنندگان خارج از کشور را تأمین کنند.

## قانون
وضعیت اقامت معمولی در قوانین مصوبه مجلس هنوز به قانون تبدیل نشده‌است. از پنج متقاضی که همه‌شان دانش آموزانی بودند که برای ادامه تحصیل به انگلستان آمده بودند، هیچ‌کدام از ایشان حق اقامت در انگلستان را نداشتند و همین مبنای ایجاد وضعیت اقامت شد.
یک فرد می‌تواند به‌طور معمول همزمان در بیش از یک کشور ساکن باشد. اما این قانون در مورد اقامت معمولی صدق نمی‌کند.
یک فرد در وضعیتی می‌تواند اقامت معمولی کسب کند که با اثبات شواهد عینی بتواند پاسخگوی دلایل اقامت خود باشد.

## اداره سرویس سلامت همگانی
در اکتبر ۲۰۱۶ گزارش شد که دولت تأمین ۵۰۰ میلیون پوند از درآمد خود در سال را از بازدید کنندگان خارج از کشور که در بیمارستانهای مربوط به سرویس سلامت همگانی معالجه شده‌اند تأمین کرده‌است که به نسبت سالهای قبل افزایش را نشان می‌دهد.